# نووا واروش
نووا واروش (به صربی: Nova Varoš) یک شهرستان در صربستان است که در ناحیه زلاتیبور واقع شده‌است. نووا واروش ۱٬۱۱۱ متر بالاتر از سطح دریا واقع شده‌است.